# Conostephium drummondii
Conostephium drummondii är en ljungväxtart som först beskrevs av Stschegl., och fick sitt nu gällande namn av Charles Austin Gardner. Conostephium drummondii ingår i släktet Conostephium, och familjen ljungväxter. Inga underarter finns listade i Catalogue of Life.